# پاملا ملروی
پاملا آن ملروی (به انگلیسی: Pamela Anne Melroy) (متولد ۱۹۶۱ کالیفرنیا) فضانورد و فرمانده‌ی ماموریت اس‌تی‌اس ۱۲۰ فضاپیمای دیسکاوری بوده است.
خانم ملروی که سرهنگ بازنشسته نیروی هوایی ایالات متحده آمریکا است در جنگ خلیج فارس در سال ۱۹۹۱ به‌عنوان خلبان نیروی هوایی شرکت داشت.
وی دانش آموخته سال ۱۹۸۴ از دانشگاه‌ام آی تی در رشته کارشناسی ارشد علوم سیاره‌ای می‌باشد.
خانم ملروی فرمانده ماموریت STS-120 و نیز خلبان اول ماموریت‌های STS-92 و STS-112 شاتل‌های فضایی بود.

## جستارهای مربوطه
- پگی ویتسون
- آیلین کالینز
- نیکول پاسونو استات
- بانی دانبار
- سوزان هلمز
- تریسی کالدول
- سونیتا ویلیامز
- وندی لارنس